# Ángel Gabilondo Pujol
Ángel Gabilondo Pujol (Sant Sebastià, País Basc, 1949) és un professor catedràtic universitari basc. Des del 7 d'abril de 2009 fins al 21 de desembre de 2011 fou ministre d'Educació en el segon govern de José Luis Rodríguez Zapatero.

## Biografia
Va néixer l'1 de març de 1949 a la ciutat de Sant Sebastià (País Basc) fill d'un carnisser de la ciutat i germà del periodista Iñaki Gabilondo. Va estudiar a la Congregació dels Germans del Sagrat Cor, de la qual va formar part durant un temps sent-ne professor.
Després d'abandonar la congregació va estudiar filosofia i lletres a la Universitat Autònoma de Madrid (UAM), on es va llicenciar el 1980 i doctorar el 1983 amb la tesi "El concepte com a experiència i sistema en Hegel", motiu pel qual va residir durant un temps a Bremen i Bochum.

## Trajectòria professional

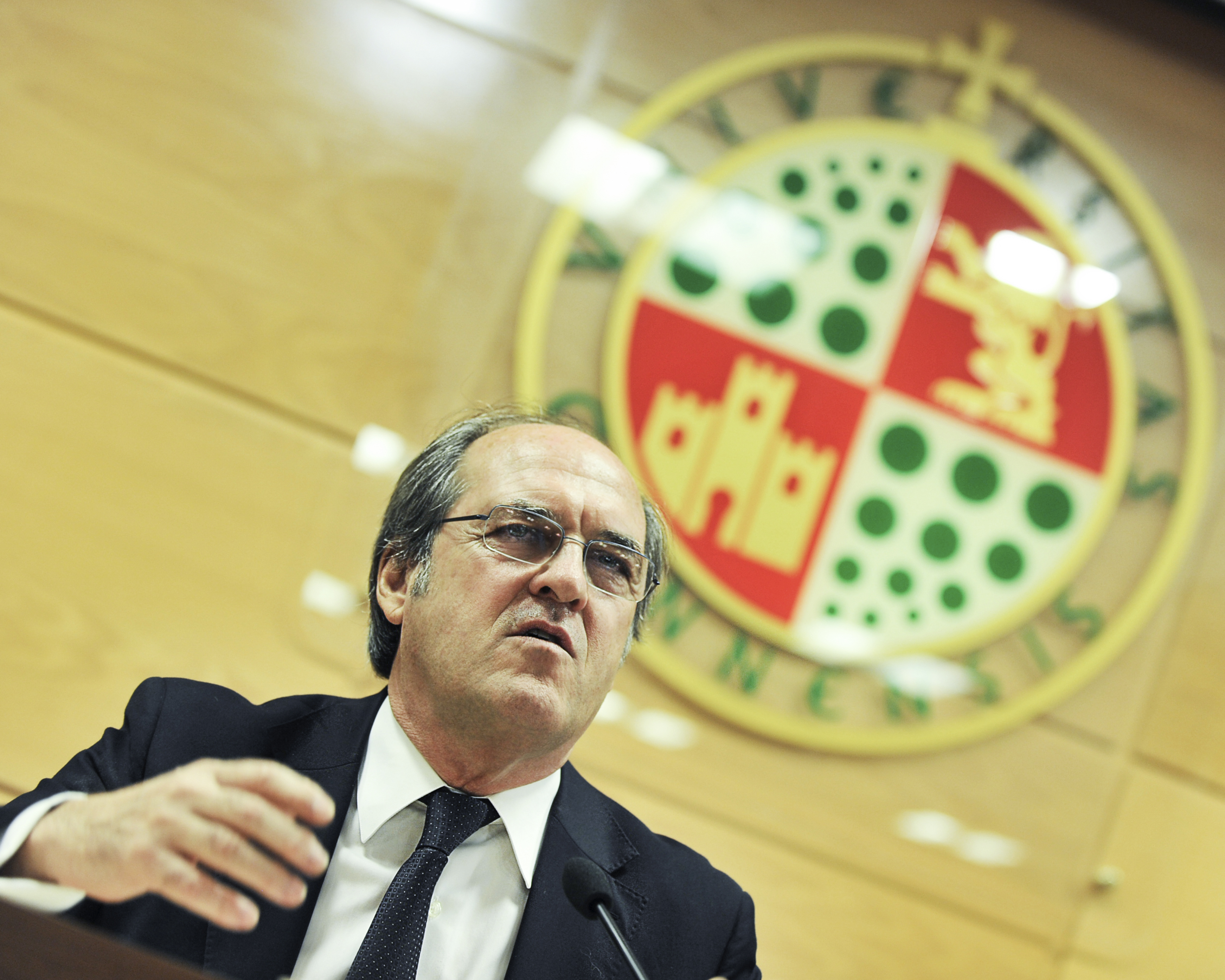
Ángel Gabilondo, a la Universitat de Jaén, el 2013.

Tota la seva carrera docent universitària s'ha desenvolupat en la UAM. L'1 d'octubre de 1980 va esdevenir professor col·laborador i l'1 de desembre de 1982 va passar a ser professor encarregat, càrrec que va ocupar fins al 31 de gener de 1983, moment en el qual va esdevenir professor adjunt interí de metafísica, ontologia i teodicea. Va romandre en el càrrec fins al 10 de març de 1986 quan va ser ascendit a professor titular de Filosofia (Metafísica). Des del 29 d'abril de 2001 és catedràtic de Filosofia en aquesta universitat, realitzant classes de metafísica, hermenèutica, Teories de la Retòrica i de Pensament Francès Contemporani.
El 27 d'abril de 2002 fou escollit rector de la UAM, sent escollit el 2006 per un segon mandat. Entre 2004 i 2006 fou elegit president de la Conferència de Rectors de les Universitats madrilenyes (CRUMA), i a l'octubre de 2007 va passar a presidir la Conferència de Rectors d'Universitats Espanyoles (CRUE).

### Llibres publicats
- 1969: Enséñanos a amar. Catecismo del Sagrado Corazón, Ediciones Mensajero (Colección A.C.I.), Bilbao, 80 pàgines., ISBN 978-84-271-0419-8
- 1988: Dilthey: Vida, expresión e historia. Editorial Cincel de Madrid, 218 pàgines.
- 1990: El discurso en acción (Foucault y una ontología del presente). Editorial Anthropos de Barcelona, 207 pàgines.
- 1997: Trazos del eros: del leer, hablar y escribir. Editorial Tecnos de Madrid, 461 pàgines.
- 1999: Menos que palabras. Alianza Editorial de Madrid, 179 pàgines.
- 2001: La vuelta del otro. Diferencia, identidad y alteridad. Trotta i Universitat Autònoma de Madrid, 232 pàgines.
- 2003: Mortal de necesidad. Abada de Madrid, 198 pàgines.

## Activitat política
Sense afiliació a cap partit polític, el 7 d'abril de 2009 fou nomenat ministre d'Educació en la reforma del segon govern de José Luis Rodríguez Zapatero en substitució de Mercedes Cabrera Calvo-Sotelo. En aquesta remodelació del govern es feu càrrec de les funcions atribuïdes al seu ministeri en educació, formació professional i universitats (en aquells moments situada aquesta última en el departament de Ministeri de Ciència i Innovació).